# こんのひとみ いっしょにご飯を食べようね
こんのひとみ いっしょにご飯を食べようね（こんのひとみいっしょにごはんをたべようね）は、山梨放送（YBSラジオ）と文化放送の共同制作（YBS主管）で毎週放送されていた食育をテーマとするラジオのトーク番組である。
こんのひとみが、各界著名人を招き（概ね2週間1くくり）、その人の食生活を紹介しつつ家族とほのぼのと過ごす食卓の雰囲気の大切さを訴える。大戸屋の一社提供。

## 放送日遍歴
- 2010年度ナイターオフ　毎週土曜18:00-18:30
  - ただし、2011年3月12日は東日本大震災の報道特番体制のため、3月26日は山梨放送･文化放送ともに特番編成のため番組を休止した。
- 2011年度ナイターイン　毎週月曜19:00-19:30（文化放送のみ、文化放送ライオンズナイターが月曜開催となる場合時間変更有り）
  - 2011年9月26日（山梨放送）、2011年9月23日（文化放送）で番組終了が告知された。
  - 文化放送での放送は｢文化放送ライオンズナイター」の月曜開催の兼ね合いで数回イレギュラー曜日での放送となった。中には日曜日の放送になった回もあった。